# Анатомія

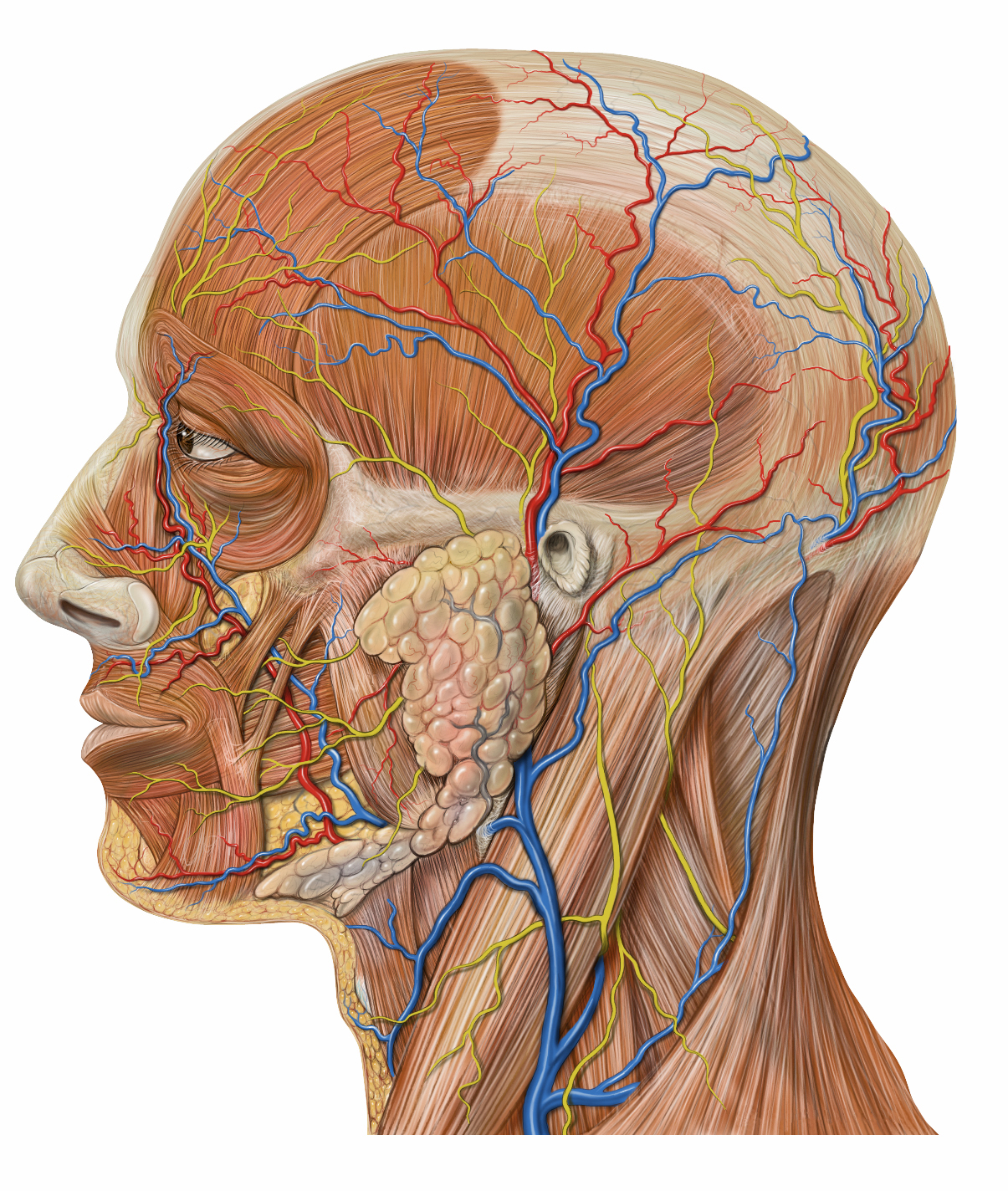
Анатомічна будова голови людини, вид збоку

Анато́мія (з грец. ἀνα- — верх і τέμνω — різати) — це наука про форму, будову організму та окремих його органів чи систем. Загальний термін анатомія охоплює анатомію людини або антропотомію (грец. ἄνθρωπος — людина та грец. τέμνω — різати), анатомію тварин або зоотомію, та анатомію рослин або фітотомію. Це давня наука, що бере свій початок ще з доісторичних часів. Анатомія нерозривно пов'язана з біологією розвитку, ембріологією, порівняльною анатомією, еволюційною біологією та філогенією, оскільки саме ці процеси породжують анатомію, як у найближчому, так і в довгостроковому періодах. Анатомія та фізіологія, які вивчають будову та функції організмів та їх частин відповідно, складають природну пару споріднених дисциплін і часто вивчаються разом. Анатомія людини — одна з основних фундаментальних наук, що застосовуються в медицині, і її часто вивчають поряд із фізіологією.
Анатомія — складна і динамічна галузь, яка постійно розвивається в міру здійснення відкриттів. Останніми роками значно розширилося використання передових методів візуалізації, таких як МРТ і КТ, які дають змогу більш детально і точно візуалізувати структури тіла.
Дисципліна анатомія поділяється на макроскопічну та мікроскопічну частини. Макроскопічна анатомія, або загальна анатомія, вивчає частини тіла тварини за допомогою неозброєного зору. До загальної анатомії також належить розділ поверхневої анатомії. Мікроскопічна анатомія передбачає використання оптичних приладів для вивчення тканин різних структур, що називається гістологією, а також для вивчення клітин.
Історія анатомії характеризується прогресивним розумінням функцій органів і структур людського тіла. Методи також значно вдосконалилися, пройшовши шлях від дослідження тварин шляхом розтину туш і трупів до методів медичної візуалізації XX століття, включаючи рентген, ультразвук і магнітно-резонансну томографію.

## Предмет і розділи анатомії
За старих часів, анатомічні дослідження мали своїм предметом майже винятково людину, і тільки в разі крайності, коли не можна було вивчати людські трупи, вдавалися до розсічення ссавців. Тож під анатомією розуміли переважно анатомію людини. Пізніше, наука почала вивчати також улаштування тварин. Отож, як окрема галузь, виникла також анатомія тварин, або зоотомія. Зрештою, взялися за дослідження внутрішньої будови рослин, що дало початок новій галузі науки, рослинній анатомії або інакше, фітотомії.
Оскільки між людиною і хребетними, а також між усіма тваринами загалом існує багато спільного, то наука неминуче повинна була прийти до вивчення подібностей та відмінностей цієї будови, і завдяки цьому народилася порівняльна анатомія. Вона через палеонтологію та еволюційну теорію, добувала найголовніші опертя вченню про походження видів.
Винахід збільшувальних лінз, допоміг з'ясувати те, що здається однорідним неозброєному оку, але насправді має дуже тонке і складне улаштування. Внаслідок цього, від анатомії спочатку відокремилася особлива наука під назвою мікроскопічна анатомія. Згодом вона перетворилась на самостійне вчення про тканини і здійснює дослідження найтонших дрібниць організації — гістологія. Більшість хвороб, супроводжується грубими або тонкими змінами в положенні чи будові різних органів і їхніх тканин — дослідження цих змін становить предмет патологічної анатомії.

### Анатомія людини
Анатомія людини — розділ анатомії, що вивчає органи та системи органів людського тіла. Анатомія людини досліджує зовнішні форми і пропорції тіла людини і його частин, окремі органи, їх мікроскопічну та макроскопічну будову.
Анатомія людини має клінічні підрозділи:
- нормальна анатомія — розділ анатомії, що вивчає органи та системи органів людського тіла в нормі.
- патологічна анатомія — досліджує вражені хворобою органи та тканини.
- хірургічна анатомія вивчає будову тіла по ділянках, з урахуванням положення органів та їхніх взаємовідношень відносно одне одного й відносно скелету людини.

### Анатомія хребетних
Докладніше: Хребетні, Порівняльна анатомія
Усі хребетні мають подібне основоположне улаштування тіла і в певний час свого життя, переважно на ембріональніому відтинку розвитку, мають спільні основні ознаки хордових: стрижень жорсткості, хорда; дорсальна порожниста трубка нервової тканини, нервова трубка; зяброві дуги; і хвіст позаду відхідника. Спинний мозок захищений хребтом і міститься над хордою, а шлунково-кишковий тракт — нижче неї.  Нервова тканина походить від ектодерми, сполучна тканина — від мезодерми, а кишка — від ентодерми. На задньому кінці розташовано хвіст, який продовжує спинний мозок і хребці, але не кишечник. Рот перебуває на передньому кінці тварини, а відхідник — біля основи хвоста.  Визначальною властивістю хребетних, є хребетний стовп, що утворюється під час розвитку сегментоядерної вервечки хребців. У більшості хребетних, хорда стає пульпозним ядром міжхребцевих дисків. Однак деякі хребетні, як-от осетер і латимерія, зберігають хорду в дорослому віці. Щелепні відзначаються парними придатками, плавцями або ногами, які можуть бути вторинно втрачені. Кінцівки хребетних вважаються гомологічними, оскільки одна і та ж основна структура скелета була успадкована від їхнього останнього спільного предка. Це один з доказів, висунутих Чарлзом Дарвіном на підтримку своєї теорії еволюції.

## Історичний розвиток анатомії

### Стародавній світ
Перші згадки про будову людського тіла зустрічаються в Стародавньому Єгипті. У 27 столітті до н. е. єгипетський лікар Імхотеп описав деякі органи та їхні призначення, зокрема головний мозок, діяльність серця, поширення крові і кровоносні судини. У давньокитайській книзі «Нейцзін» (11-7 ст до н. е.) згадуються серце, печінка, легені та інші органи тіла людини. В індійській книзі «Аюрведа» («Знання життя», 9-3 століття до н. е.) міститься великий обсяг анатомічних даних про м'язи, нерви, типи статури і темперамент, головний і спинний мозок.

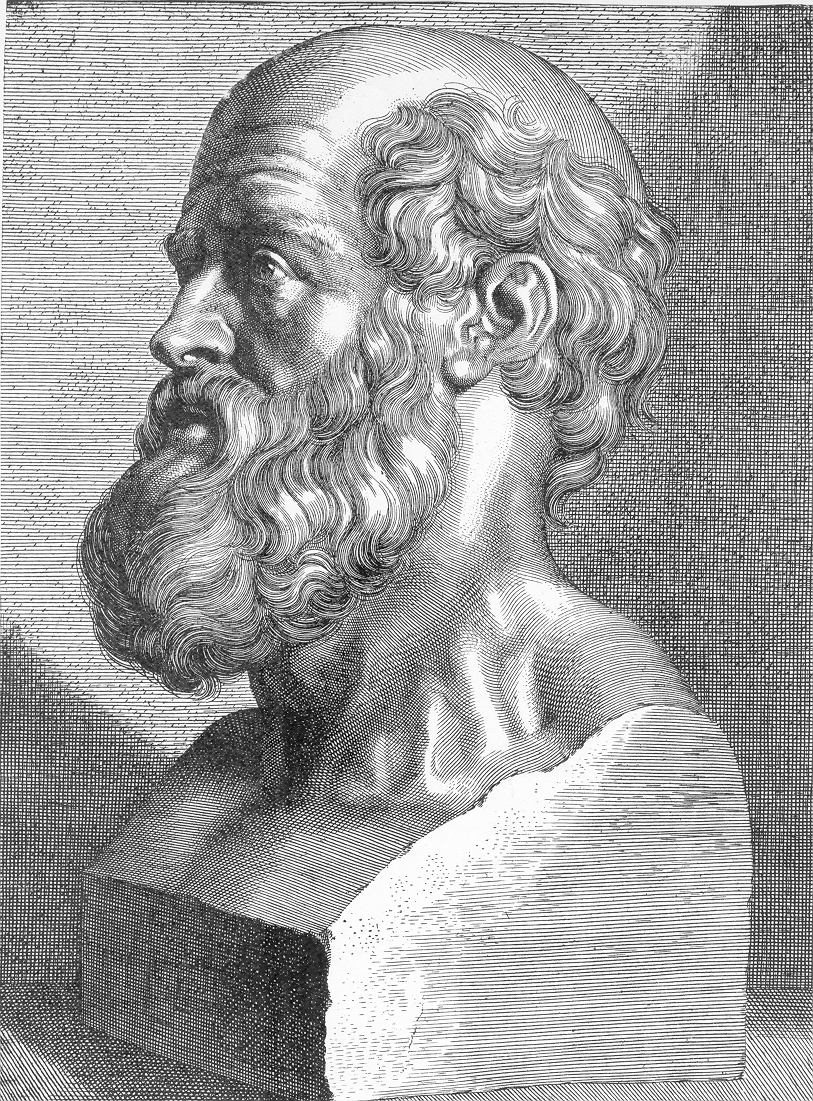
Гіппократ

Великий вплив на розвиток анатомії людини справили науковці Стародавньої Греції. Першим грецьким анатомом вважають лікаря і філософа Алкмеона Кротонського, що володів досконалою технікою препарування. Видатними представниками грецької медицини й анатомії були Гіппократ, Аристотель, Герофіл. Гіппократ (460—377 роки до н. е.) вчив, що основу будови організму складають чотири рідини: кров (Sanguis), слиз (phlegma), жовч (chole) і чорна жовч (melaina chole). Від переваги однієї з цих рідин залежать і тип темпераменту людину: сангвінік, флегматик, холерик і меланхолік. Названі види людської вдачі, визначали за Гіппократом, зокрема різні типи конституції людини, які можуть змінюватися відповідно до змісту тих співвідношень рідин тіла. Виходячи з такого уявлення про організм, Гіппократ дивився і на хвороби, як на підсумок неправильного змішання рідин, внаслідок чого ввів у практику лікування різні засоби, здатні «ганяти рідини». Так виникла «гуморальна» теорія будови організму. Гіппократ велике значення надавав вивченню анатомії, вважаючи її першоосновою медицини. За Платоном (427—347 роки до н. е.), організм людини керувався трьома видами «пневми», що містяться в трьох найголовніших органах тіла — мозок, серце і печінка. Учень Платона Аристотель (384—323 роки до н. е.) зробив першу спробу порівняння тіла тварин і вивчення зародка, отож в такий спосіб став зачинателем порівняльної анатомії й ембріології.
Не менший внесок зробили у вивчення анатомії людини давньоримські вчені. Їхньою заслугою варто вважати створення латинської анатомічної термінології. Найяскравішими представниками римської медицини, були Авл Корнелій Цельс і Клавдій Гален. Гален вважав, що людське тіло складається із щільних і рідких частин та досліджував організм шляхом спостереження за хворими, і розкриття трупів. Він одним з перших застосував вівісекцію і став засновником дослідної медицини (експериментальної медицини). Його основні праці з анатомії: «Анатомічні дослідження», «Про призначення частин людського тіла». Цельс у власних працях з медицини, зібрав найвірогідніші (на той час) знання з охайності (гігієни), дієти, терапії, хірургії і патології. Заклав основу медичної термінології. Також ввів у хірургію лігатуру для перев'язки кровоносних судин. У V ст. продовжив справу попередників Феодор Прісциан.

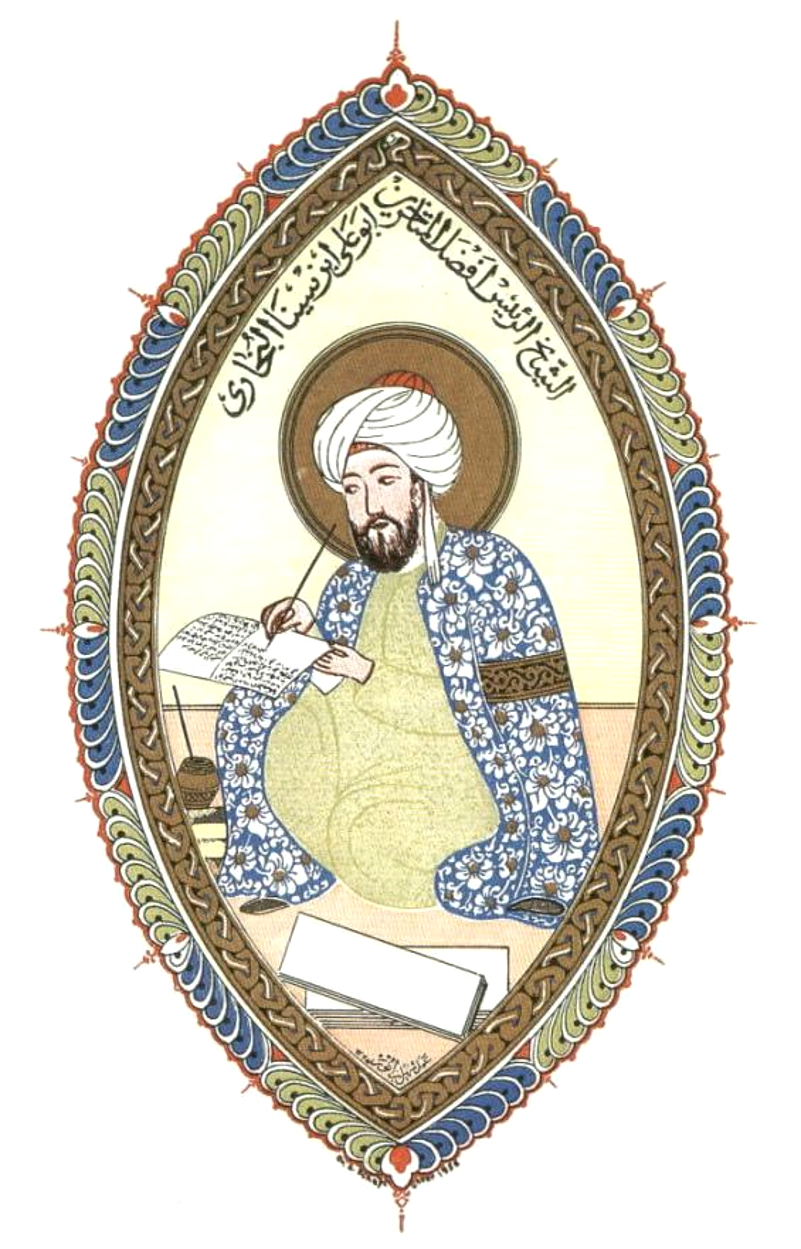
Авіценна

Найвідоміший перський лікар Авіценна (980—1037 роки) написав «Канон лікарської науки» (близько 1000 року), що містить значні анатомо-фізіологічні дані, запозичені у Гіппократа, Аристотеля і Галена, до яких Авіценна додав власні уявлення про те, що організм людини керується не трьома органами, як стверджував Платон, а чотирма: серце, головний мозок, печінка і яєчко.

### Відродження
У добу Середньовіччя в анатомії людини не було здійснено істотних відкриттів. У цей проміжок часу заборонені розтини, виготовлення скелетів.
Анатоми доби Відродження першими після античних лікарів, зробили спроби вивчення улаштування тіла людини і явищ, що відбуваються в ньому, та започаткували наукову медицину й анатомію. Вони домоглися дозволу на проведення розтинів. Були створені анатомічні театри для проведення прилюдних розтинів. Основоположники наукової анатомії — Леонардо да Вінчі, Андреас Везалій і Вільям Гарвей.

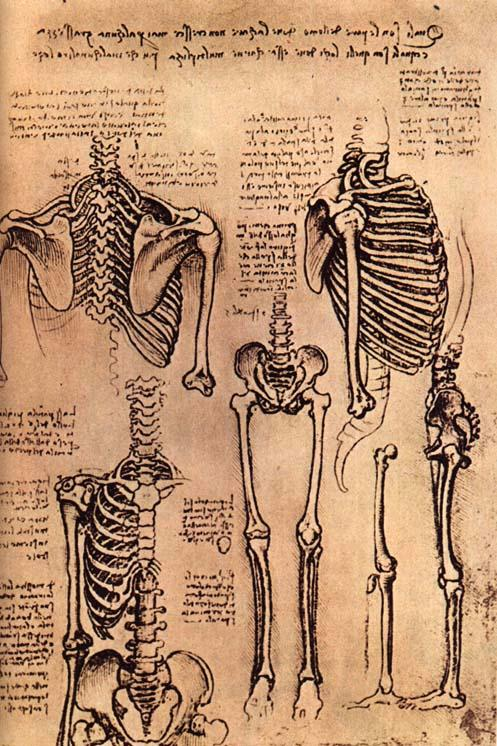
Малюнок скелета, створений Леонардо да Вінчі

Леонардо да Вінчі (1452—1519) спочатку зацікавився анатомією як художник, однак надалі захопився нею як наукою, тож одним з перших став розтинати трупи людей для дослідження будови людського тіла. Леонардо да Вінчі першим правильно зобразив різноманітні органи людського тіла, зробив великий внесок у розвиток анатомії людини і тварин, а також став засновником пластичної анатомії.
Андреас Везалій (1514—1564) використовував об'єктивний метод спостереження для опису будови людського тіла. Розтинаючи трупи, Везалій вперше докладно вивчив будову тіла людини. Водночас, він викрив і усунув численні помилки Клавдія Галена (понад 200). Так почався аналітичний період в анатомії, впродовж якого зроблено безліч відкриттів описового характеру. Везалій приділяв основну увагу відкриттю й тлумаченню нових анатомічних фактів, які виклав у великій і багато ілюстрованій праці «Про будову людського тіла» (1543). Оприлюднення книги Везалія викликало, з одного боку, переворот в анатомічних уявленнях того часу, а з іншого — супротив анатомів, що прагнули зберегти поважність Галена.
Англійський лікар, анатом і фізіолог Вільям Гарвей (1578—1657), як і його попередник Везалій, вивчав організм користуючись спостереженнями і досвідом. Під час вивчення анатомії, Гарвей не обмежувався простим описом структури, а підходив з історичної (порівняльна анатомія і ембріологія) і функціональної (фізіологія) точок зору. Він висловив здогад про те, що тварина у своєму онтогенезі повторює філогенез, і в такий спосіб передбачив біогенетичний закон, доведений Олександром Ковалевським і сформульований згодом Ернстом Генріхом Геккелем і Фріцом Мюллером в 19 столітті. Гарвей стверджував, що усяка тварина походить з яйця. Це положення дає право вважати Гарвея основоположником ембріології. Гарвей довів повторюваність кровообігу і тим самим відкинув вчення Галена про «пневму» і припливи й відпливи крові. Висліди своїх досліджень, Гарвей виклав у знаменитому трактаті «Анатомічне дослідження про рух серця і крові у тварин» (1628), де стверджував, що кров рухається по замкнутому колу судин, проходячи з артерій у вени крізь дрібні трубочки.

### Новий час
Впродовж 17-18 століть виникли не тільки нові відкриття в галузі анатомії, а й почали відокремлюватися нові предмети: гістологія, ембріологія, порівняльна і топографічна анатомія, антропологія.

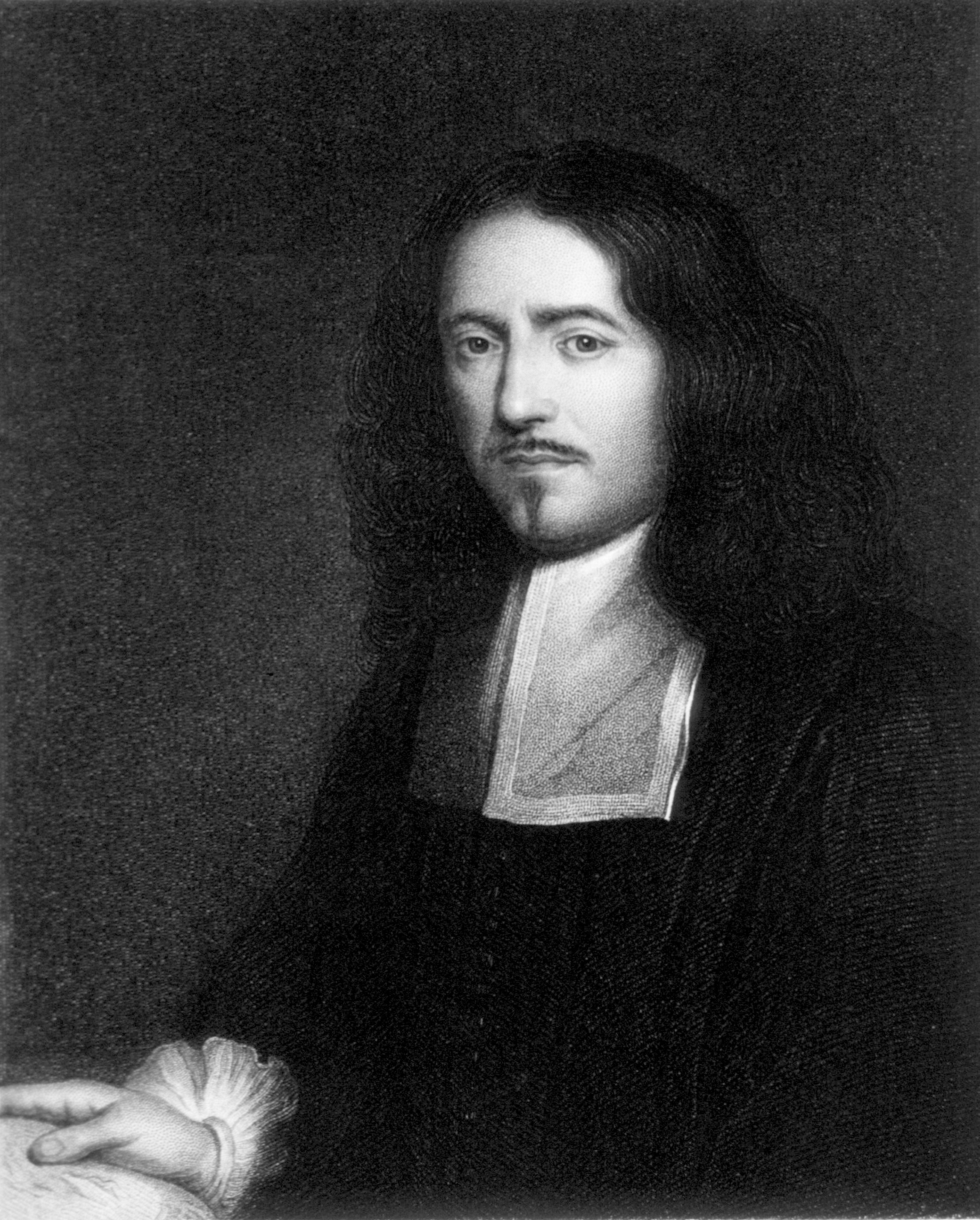
Марчело Мальпігі

Після відкриття Гарвея ще залишалося неясним, як кров переходить з артерій у вени, але Гарвей пророчив існування між ними невидимих оком анастомозів, що і було підтверджено пізніше Марчело Мальпігі (1628—1694), коли був винайдений мікроскоп. Мальпігі зробив багато відкриттів стосовно мікроскопічної будови шкіри, селезінки, нирок і низки інших органів. Мальпігі відкрив передбачені Гарвеем капіляри, але він вважав, що кров з артеріальних капілярів потрапляє спочатку в «проміжні простори» і лише потім у капіляри венозні. Тільки Олександр Шумлянський (1748—1795), що вивчив будову нирок, довів відсутність «проміжних просторів» і наявність прямого зв'язку між артеріальними і венозними капілярами. Згодом Каспар Фрідріх Вольф (1734—1794) довів, що під час ембріогенезу органи виникають і розвиваються заново. Тому на противагу теорії преформізму, згідно з якою всі органи існують у зменшеному вигляді в статевій клітині, він висунув теорію епігенеза.
Французький натураліст Жан-Батіст Ламарк (1744—1829) у власному творі «Філософія зоології» (1809) одним з перших, висловив думку щодо еволюції організму під впливом довкілля. Продовжувач ембріологічних досліджень Вольфа, Карл фон Бер (1792—1876) відкрив яйцеклітину ссавців і людей, встановив головні закони індивідуального розвитку організмів (онтогенезу), які лежать в основі сучасної ембріології, і створив вчення про зародкові листки. Британський біолог Чарльз Дарвін (1809—1882) у своєму творі «Походження видів» (1859) довів єдність тваринного світу.
Ембріологічні дослідження Олександра Ковалевського, а також Бера, Мюллера, Дарвіна і Геккеля знайшли своє вираження у біогенетичному законі. Останній, був поглиблений і виправлений Олексієм Сєверцовим, що довів вплив чинників зовнішнього середовища на будову тіла тварин і, застосувавши еволюційне вчення до анатомії, став творцем еволюційної морфології.

#### Деякі визначення
Груба анатомія — наука про структури, досить великі, щоб їх можна було побачити неозброєним оком, а також охоплює поверхневу анатомію, тобто вивчення зором зовнішніх особливостей тіла. Мікроскопічна анатомія — вивчення структур в мікроскопічному розмірі, поряд з гістологією (вивчення тканин) і ембріологією (вивчення організму в його незрілому стані).  Місцева анатомія — вивчення взаємозв'язків усіх структур у певній ділянці тіла, наприклад, у черевній порожнині. На противагу цьому, системна анатомія — це наука про структури, які складають розподілену систему організму, тобто групу структур, які працюють разом, щоб виконувати особливе призначення організму, наприклад, травну систему.
Анатомія може вивчатися як інвазивними, так і неінвазивними методами заради отримання відомостей про улаштування й взаємодію органів і систем. Способи, що використовуються, охоплюють розтин, під час якого розкривають тіло та вивчають його органи, та ендоскопію, коли пристосування, оснащене відеокамерою, вводиться крізь невеликий розріз у стінці тіла, та застосовується для дослідження внутрішніх органів й інших структур. Ангіографія з використанням рентгенівських променів або магнітно-резонансна ангіографія, є методами унаочнення кровоносних судин.

## Область застосування та підрозділи анатомії
Як і інші науки, анатомія має дві сторони: практичну і теоретичну. Перша викладає правила дослідження підлягаючого матеріалу, способи, прийоми та технічні засоби, за допомогою яких отримують відомості про будову живих істот; друга займається не самим дослідженням, яке результатами, тобто описує ці результати, пояснює їх, приводить у систему і робить їм порівняльну оцінку. Іншими словами, перша є мистецтво, друга — наука анатомії.
За старих часів анатомічні дослідження мали своїм предметом майже винятково людину, і тільки в разі крайнощів, коли не можна було мати у своєму розпорядженні людські трупи, вдавалися до розсічення ссавців. Тому під власне анатомією розуміли переважно анатомію людини (Антропотомія). Пізніше наука стала займатися також будовою тварин. Таким чином виникла тваринна анатомія, або зоотомія. Потім почалися дослідження внутрішньої будови рослин, що склало нову галузь науки, рослинну анатомію, або фітотомію.
Оскільки між людиною та хребетними, а також між усіма тваринами взагалі існує багато спільного з боку їхньої анатомічної будови, то наука неминуче мала прийти до вивчення подібностей та відмінностей цієї будови, і таким чином з'явилася порівняльна анатомія, яка вивчає основні етапи еволюції організму людини. та тварин. Вона пов'язана з палеонтологією та генетикою, складаючи важливу опору вченню про походження видів.
Винахід збільшувальних лінз дав змогу побачити те, що здається однорідним неозброєним оком, внаслідок цього від анатомії відокремилася особлива наука під назвою мікроскопічна анатомія, або гістологія, що вивчає організми на тканинному рівні. Зміни будови органічних істот, пов'язані з поступовим розвитком їх із простого зародка в зрілу особину, становлять предмет ембріології . Остання разом із гістологією має назву загальної анатомії, і на противагу цьому систематичної анатомії дається назва приватної, або описової анатомії.
Анатомія здорової людини підрозділяється відповідно до вживаного нею методу викладу на систематичну та топографічну.

## Анатомічна термінологія
В анатомічній термінології існують особливі терміни для точного опису розташування частин тіла, органів та інших анатомічних утворень у просторі та по відношенню один до одного в анатомії людини та інших тварин з білатеральним типом симетрії тіла. Причому, в анатомії людини є низка термінологічних особливостей, що відрізняється від інших розділів анатомії (морфології).